# Matteo Salvini
Matteo Salvini (Milano, 9 marzo 1973) è un politico italiano.
Iscritto alla Lega Nord dal 1990, è stato eletto consigliere comunale di Milano (1993-1997, 1999-2012, 2016-2018), europarlamentare (2004-2006 e, per due mandati consecutivi, 2009-2018), oltre che alla Camera dei deputati nelle elezioni politiche del 2008 e del 2013 (preferendo tuttavia cessare dalla carica in entrambe le occasioni per mantenere l'incarico da eurodeputato) e al Senato della Repubblica nelle politiche del 2018 e del 2022.
Eletto segretario federale della Lega Nord nel dicembre 2013 e riconfermato nel maggio 2017, la sua segreteria ha segnato un marcato ricollocamento del partito verso la destra e l'estrema destra, abbandonando progressivamente il tema della secessione della Padania e abbracciando una nuova linea nazionalista italiana, xenofoba ed euroscettica. Forte di un'ampliata base elettorale in virtù dell'apertura al Mezzogiorno, il suo partito è così risultato essere il terzo più votato alle elezioni politiche del 2018 e il primo all'interno della coalizione di centrodestra; in tale occasione Salvini è stato anche eletto senatore della Repubblica. Dal 2018 in poi Salvini ha affiancato alla vecchia Lega Nord un nuovo partito, la Lega per Salvini Premier, rinunciando definitivamente al tema dell'indipendentismo padano e significativamente alla parola "Nord" nel simbolo. Questo diverso indirizzo ha consentito alla nuova Lega di affermarsi come primo partito alle elezioni europee del 2019.
A seguito delle elezioni politiche del 2018, grazie all'accordo tra Lega e Movimento 5 Stelle che ha portato alla nascita del governo Conte I, Salvini ha ricoperto le cariche di ministro dell'interno e vicepresidente del Consiglio nel suddetto esecutivo, durato circa quindici mesi. Nell'agosto 2019, però, Salvini ha svolto un ruolo cruciale nell'aprire una crisi, determinando l'uscita della Lega dalla maggioranza e sancendo così la caduta dell'esecutivo; di conseguenza, ha fatto ritorno alla tradizionale alleanza di centrodestra ed è passato all'opposizione al nuovo governo Conte II (M5S-PD-LeU). Dopo la fine del secondo governo Conte e la formazione del governo Draghi, la Lega ha preso parte a questo governo di unità nazionale, appoggiato da quasi tutti i partiti presenti nel Parlamento italiano, anche se Salvini non ha avuto alcun ruolo di governo.
Dal 22 ottobre 2022 è nuovamente vicepresidente del Consiglio (insieme ad Antonio Tajani), oltreché ministro delle infrastrutture e dei trasporti, nel governo Meloni.

## Biografia
Nasce a Milano da genitori milanesi, figlio di Ettore, dirigente d'azienda e di una casalinga. Nel 1988, a quindici anni, partecipò a Doppio slalom condotto da Corrado Tedeschi su Canale 5 vincendo circa 900 000 lire. Salvini frequentò il liceo classico "Alessandro Manzoni" di Milano, dove si diplomò nel 1992, con una valutazione di 48/60.
Si iscrisse alla facoltà di scienze politiche presso l'Università degli Studi di Milano, per poi trasferirsi l'anno successivo alla facoltà di lettere (indirizzo scienze storiche). Durante il primo anno di studi storici, per potersi pagare gli studi e le vacanze, Salvini lavorò presso la catena di fast food Burghy e partecipò a Il pranzo è servito condotto da Davide Mengacci, arrivando alle fasi finali ma non riuscendo a battere la vincitrice in carica. In seguito decise di abbandonare l'Università a cinque esami dalla conclusione del ciclo di studi in scienze politiche, senza aver conseguito la laurea dopo dodici anni fuoricorso.
Vi sono versioni contrastanti sulle sue frequentazioni giovanili presso il centro sociale Leoncavallo. Nel 1994, in qualità di consigliere comunale del Comune di Milano, pronunciò il suo primo discorso pubblico per difendere il centro sociale Leoncavallo dallo sgombero disposto dal sindaco leghista Marco Formentini. Su quel periodo ha inizialmente affermato: «Chi non ha mai frequentato un centro sociale? Io sì, dai 16 ai 19 anni, mentre frequentavo il liceo, il mio ritrovo era il Leoncavallo. Là stavo bene, mi ritrovavo in quelle idee, in quei bisogni»; tuttavia nella sua autobiografia ha poi dichiarato: «Io nello storico centro sociale milanese avevo messo piede una sola volta. Per un concerto. Quando la politica ancora non mi interessava». Le frequentazioni da parte di Salvini dei centri sociali milanesi sono state derubricate a leggende metropolitane da inchieste approfondite.

### Attività politica (1990-2013)

Matteo Salvini (a destra di Umberto Bossi) al raduno di Pontida del 1990

Nel 1990 si iscrive alla Lega Nord, divenendone militante dall'anno successivo. Il 20 giugno 1993 venne eletto consigliere comunale di Milano a seguito della vittoria alle elezioni comunali del candidato sindaco Marco Formentini.
Membro del Movimento Giovani Padani, è stato il coordinatore degli studenti leghisti milanesi nel 1992, il responsabile dei giovani di Milano dal 1994 al 1997, per poi divenire segretario cittadino e in seguito, dal 1998 fino al 2004, segretario provinciale.
Nel 1997 incomincia l'attività giornalistica e lavora come cronista per il quotidiano la Padania (questo periodo sarà in seguito definito dallo stesso Salvini come «un'esperienza affascinante»).
Dal 1999 lavora inoltre per l'emittente radiofonica leghista Radio Padania Libera diventandone successivamente direttore. Nel luglio 2003 ottiene l'iscrizione all'albo dei giornalisti nell'elenco dei giornalisti professionisti.
Nelle elezioni del Parlamento della Padania del 1997 è candidato capolista dei Comunisti Padani, corrente di cui fu tra i fondatori, che ottiene 5 seggi su 210; l'adesione a questa lista fu tuttavia di facciata e non ideologica (in seguito scriverà: «Certo, gli indizi per etichettarmi come “comunista” c’erano tutti, ma la realtà era – ed è – profondamente diversa. […] Non sono mai stato un compagno, e la mia storia lo dimostra»). L'anno successivo è eletto segretario provinciale di Milano della Lega Nord (1998-2004).
A luglio 1999, a seguito della decisione del prefetto di rimuovere il sindaco di Lazzate, Cesarino Monti, il gruppo leghista in consiglio comunale propose una mozione a sostegno del sindaco, la quale venne per due volte respinta, al che Salvini coordinò in fondo all'aula il coro «Prefetto italiano, via da Milano!»; l'idea anti-prefetto verrà poi ripresa dallo stesso Salvini in qualità di segretario federale nel 2013.
Pochi mesi dopo, durante una visita ufficiale a Palazzo Marino del Presidente della Repubblica Carlo Azeglio Ciampi, si rifiutò di stringere la mano al capo dello Stato; in una nota egli affermò di avergli detto: «No grazie, dottore, lei non mi rappresenta».

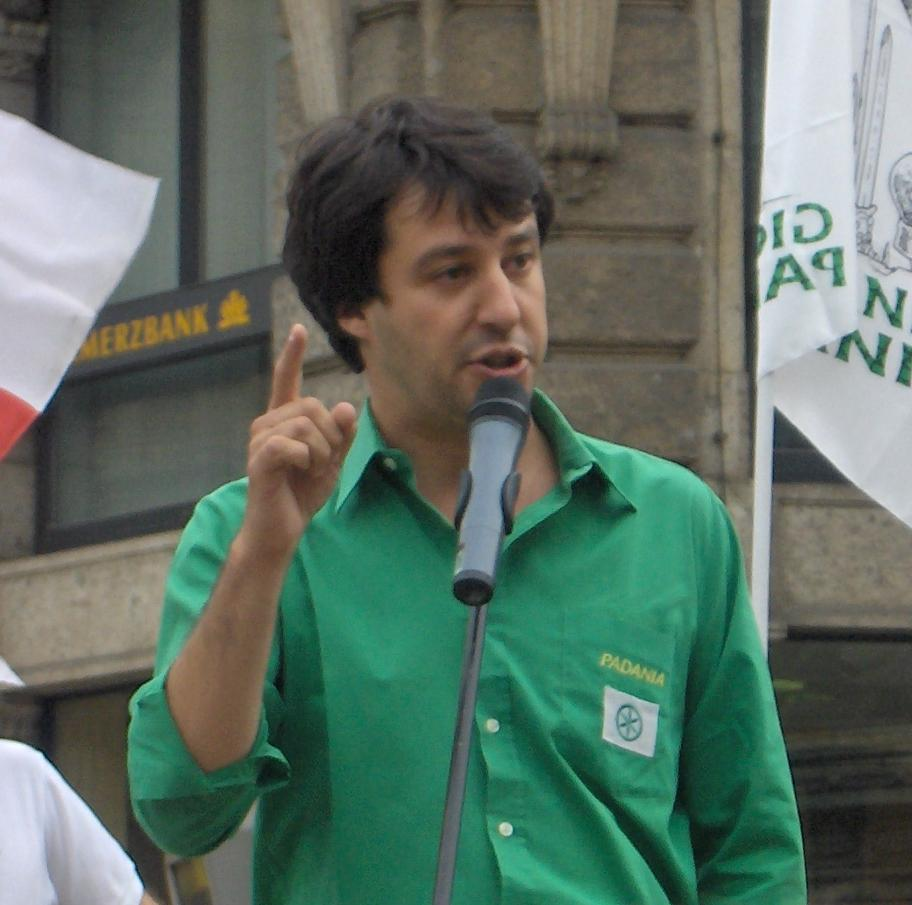
Salvini durante un comizio dei Giovani Padani nel 2006

Dal 2004 al 2006 è stato deputato del Parlamento europeo, eletto per la lista della Lega Nord nella circoscrizione nord-ovest (con circa 14.000 preferenze). Successivamente Salvini sceglie come proprio assistente parlamentare Franco Bossi, fratello di Umberto. In occasione delle elezioni amministrative del 2006 è rieletto consigliere comunale a Milano, ricevendo oltre 3.000 preferenze; lasciato il seggio al Parlamento europeo, gli subentra Gian Paolo Gobbo. Sempre nel 2006 viene nominato vicesegretario nazionale della Lega Lombarda.
Alle elezioni politiche del 2008 è stato candidato alla Camera dei deputati, ed eletto per la prima volta deputato nella circoscrizione Lombardia 1.
Il 7 giugno 2009 viene eletto al Parlamento europeo, con 70.000 preferenze; un mese dopo si dimette da parlamentare italiano, scegliendo l'incarico europeo.

#### Segretario della Lega Lombarda
Il 2 giugno 2012 viene eletto come nuovo segretario della Lega Lombarda con 403 voti, rappresentante l'ala dell'ex ministro dell'interno Roberto Maroni, contro i 129 dell'altro candidato, Cesarino Monti, rappresentante l'ala legata a Umberto Bossi. A seguito dell'elezione, il 12 ottobre ha deciso di lasciare l'incarico di capogruppo e consigliere comunale della Lega Nord a Milano dopo diciannove anni. Il sindaco Giuliano Pisapia, dopo il suo discorso dimissionario, ha commentato: «Ci mancherai, Matteo».
Alle elezioni politiche del 2013 viene eletto deputato, ma cessa il mandato il primo giorno della legislatura, sostituito da Marco Rondini, per mantenere l'incarico di europarlamentare.
A settembre 2013, a seguito del sequestro all'azienda metallurgica Ilva di Taranto che avrebbe causato l'esubero di 1 400 dipendenti di sette fabbriche nel Nord Italia, Salvini (come altri deputati, senatori e consiglieri leghisti) appoggia e sostiene gli operai e, dichiarandosi «pronto a tutto» per difenderli, partecipa con loro a un sit-in che blocca per quasi due ore la circolazione sulla strada statale 42 a Ceto, in Val Camonica.

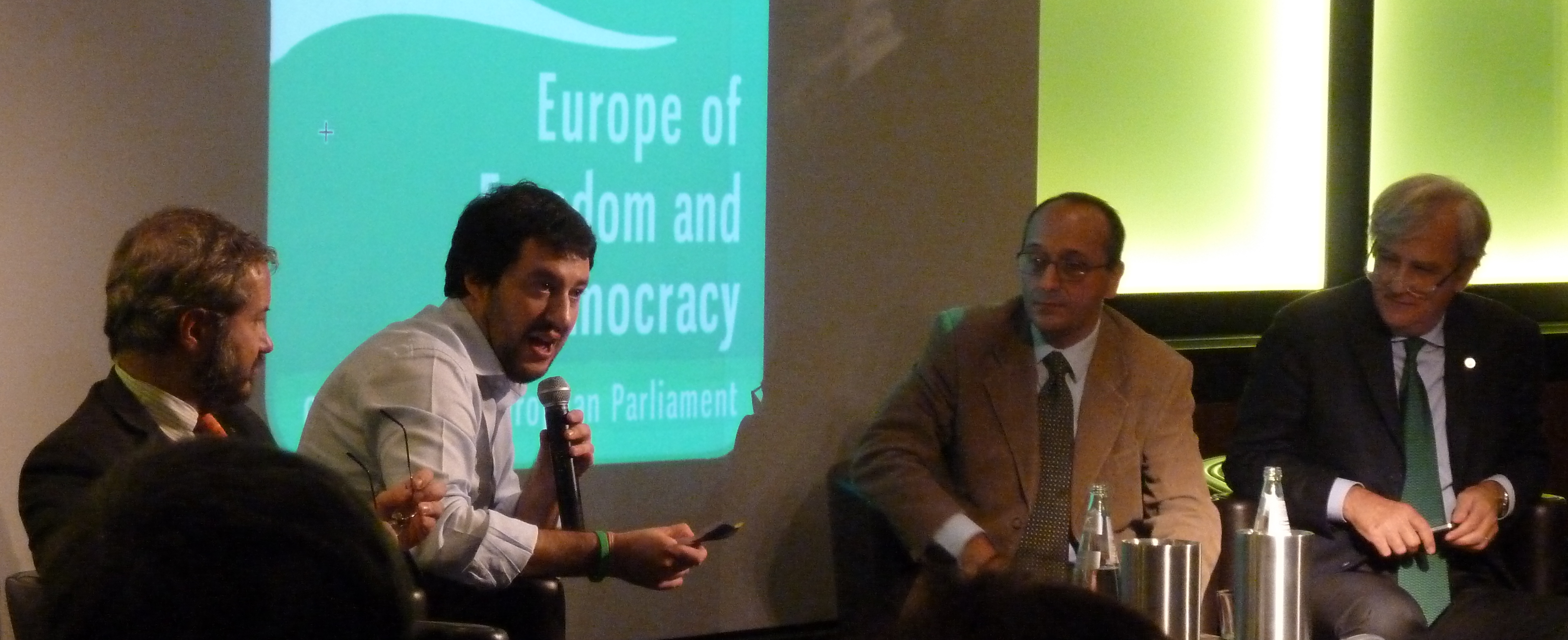
Salvini al convegno No Euro Day con i professori Claudio Borghi, Alberto Bagnai e Antonio Maria Rinaldi

Il 23 novembre 2013, in occasione del No Euro Day (la giornata contro l'euro organizzata dalla Lega Nord) Salvini ha ospitato un convegno all'Hotel dei Cavalieri di Milano per discutere sull'uscita dell'Italia dall'euro con gli economisti Claudio Borghi, Antonio Maria Rinaldi e Alberto Bagnai. In quell'occasione, Salvini ha affermato che:

### Segretario federale della Lega Nord

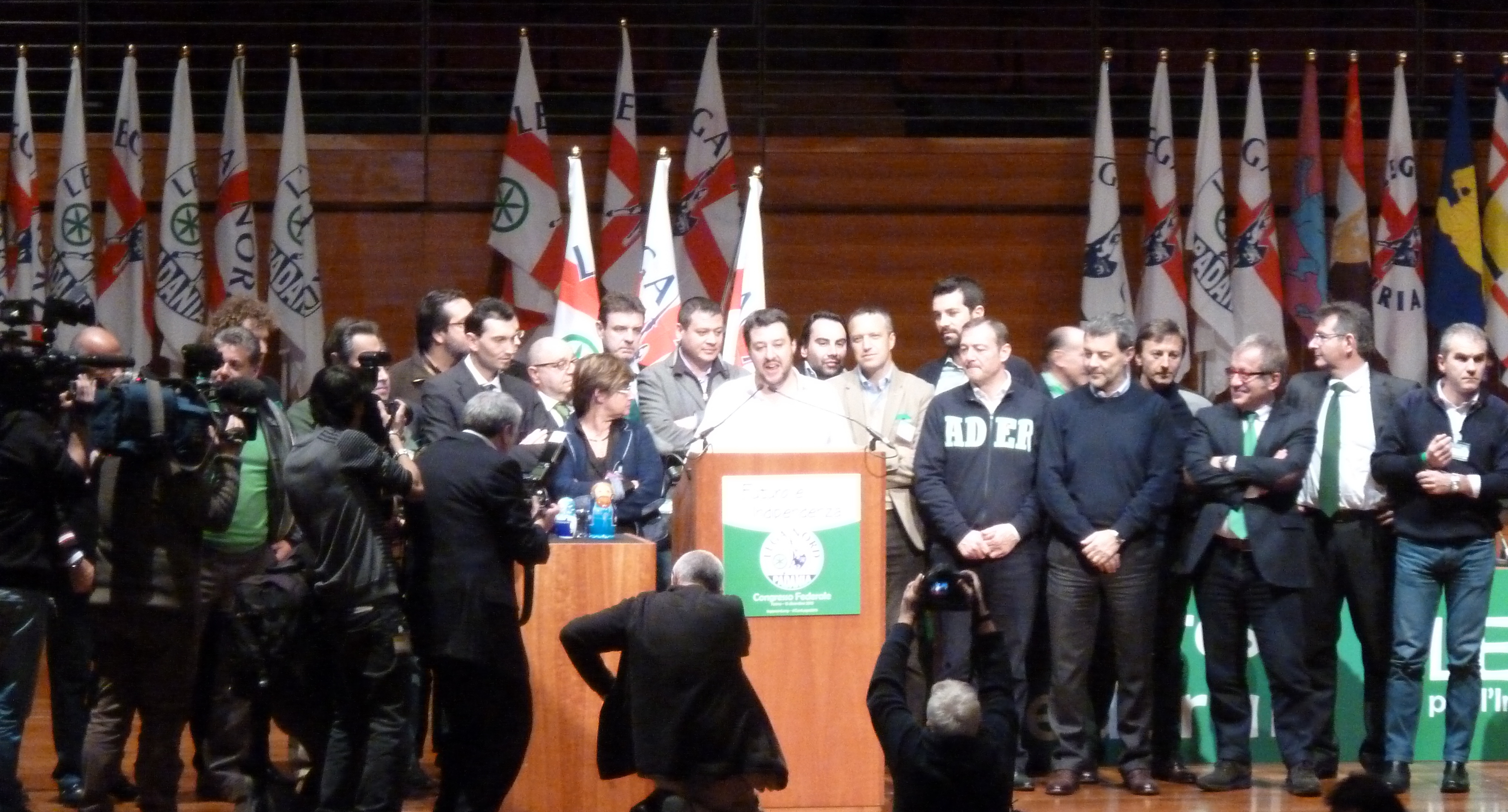
Discorso di Salvini prima di essere eletto segretario federale della Lega Nord

Il 7 dicembre 2013 vince le primarie degli iscritti contro Umberto Bossi e, con 8.162 voti (pari all'82% delle preferenze), viene eletto segretario federale della Lega Nord. La proclamazione ufficiale è avvenuta al congresso federale straordinario tenutosi al Lingotto di Torino il 15 dicembre, dove è stato eletto a maggioranza dai delegati del partito.
In un articolo su La Padania, scritto poco dopo la sua elezione a segretario, Salvini ha delineato la sua visione del futuro del partito, il quale dovrà collocarsi in un'alleanza con la estrema destra europea, in nome dell'euroscetticismo. Nel testo si legge:
Il 22 dicembre 2013, durante una manifestazione a Milano, Salvini ha definito l'euro una «moneta farlocca» (paragonandolo alle banconote del gioco Monopoly) e, in merito all'abolizione delle province, ha affermato che «per la Lega gli enti inutili da tagliare non sono le province, ma le prefetture […]: non rappresentano niente e nessuno, costano un "botto", non sono elette e, come diceva Einaudi settant'anni fa, sono contro la democrazia».
Il giorno seguente, in un'intervista ad Ai Radio, ha dichiarato che, in occasione delle elezioni europee del 2014, la Lega Nord correrà «da sola» presentandosi «in tutte e venti le regioni italiane».
Dal 2014 "La Bestia", potente macchina social guidata da Luca Morisi fino al 2021, consente a Salvini di guadagnare una notevole popolarità sui web, fino a diventare nel 2019 il politico con il più alto consenso in Italia.
Nel 2014 Salvini ha proposto di lanciare una consultazione referendaria in Lombardia per chiedere l'indipendenza della regione dalla Repubblica Italiana.
Nel marzo 2014 Salvini ha dichiarato che la Lega Nord è «l'unico interlocutore italiano del Front National di Marine Le Pen» e ha poi aggiunto:
Il mese successivo, è candidato alle elezioni europee del 2014 come capolista della Lega Nord in tutte le cinque circoscrizioni elettorali e ottiene un totale di 387361 preferenze (223288 nel Nordovest, 108847 nel Nordest, 32424 nel Centro, 12688 nel Mezzogiorno e 10114 nelle isole).
Il 18 ottobre 2014 a Milano viene organizzata dalla Lega Nord una manifestazione contro l'immigrazione clandestina. Secondo il partito, al corteo, partito dai Bastioni di Porta Venezia per poi arrivare in piazza Duomo dove si è tenuto il comizio degli esponenti, avrebbero partecipato 100000 persone, tra cui anche un migliaio di militanti di CasaPound. Secondo fonti della Polizia, invece erano presenti alla manifestazione quarantamila persone.

Il 19 dicembre, Salvini fonda Noi con Salvini, lista leghista per il Centro e Sud Italia, frutto di una strategia di radicamento che vada oltre lo storico secessionismo padano che ha caratterizzato la Lega Nord sin dalla sua fondazione.

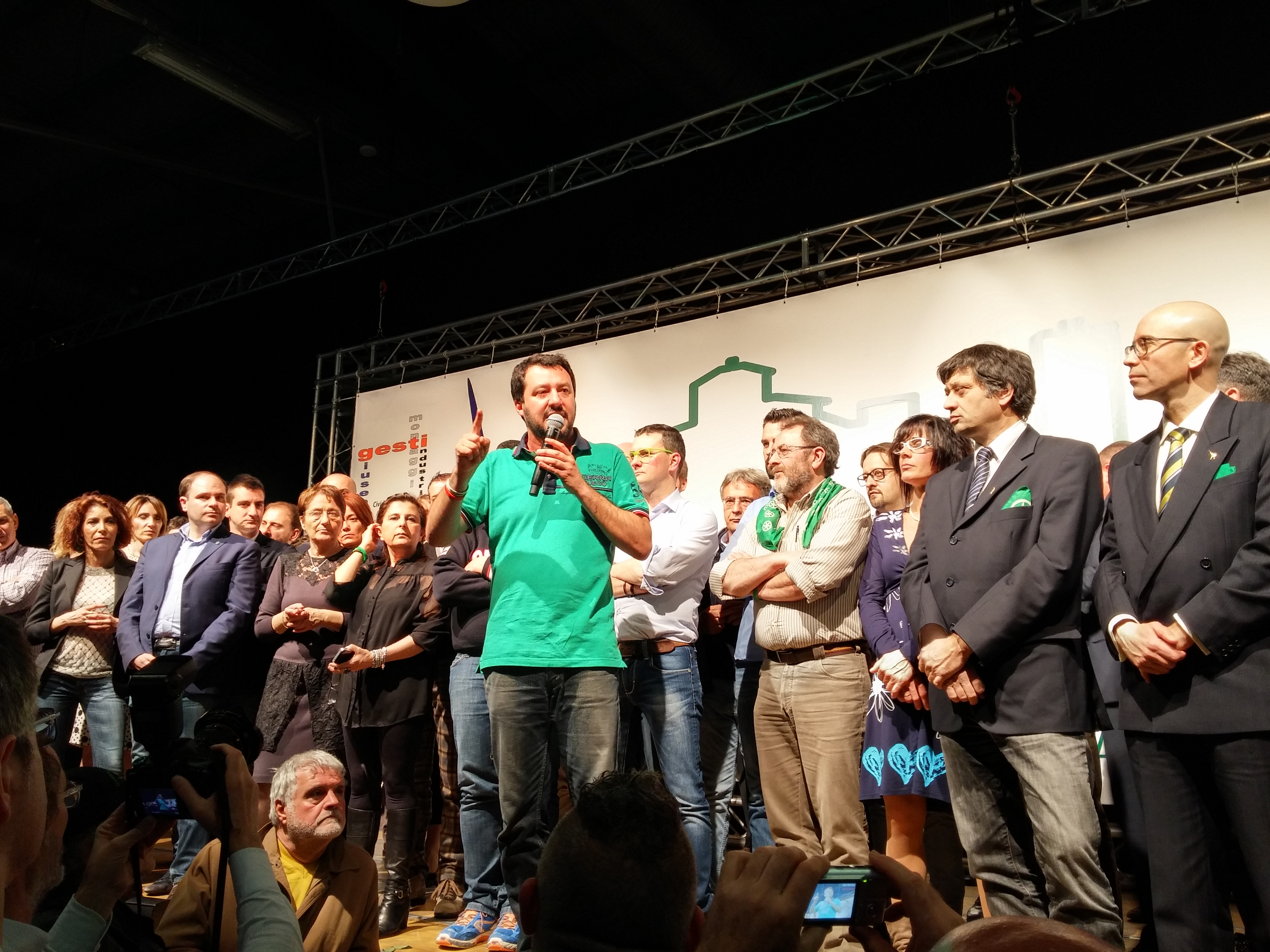
Matteo Salvini nel 2015

Il 28 febbraio 2015 Salvini organizza una manifestazione a Roma contro il premier Matteo Renzi cui oltre alla Lega prendono parte Fratelli d'Italia e CasaPound.
Nello stesso mese, Flavio Tosi ha avanzato la possibilità di candidarsi alla presidenza della regione Veneto. Ciò ha portato a forti contrasti tra Tosi e Salvini. Quest'ultimo ha ventilato la possibilità di espulsione di Tosi dalla Lega che è avvenuta il successivo 10 marzo.
Nelle elezioni regionali del 2015 il suo partito conferma, con Luca Zaia, la guida della Regione Veneto e conquista, in coalizione con Forza Italia e Fratelli d'Italia, la presidenza della Regione Liguria. In Toscana, Umbria e Marche, invece, la Lega è secondo e terzo partito, raddoppiando i consensi rispetto alle precedenti consultazioni.
Il 20 giugno 2016 viene confermato per il tredicesimo anno di fila consigliere comunale a Milano nell'opposizione guidata dall'ex candidato sindaco alle elezioni comunali Stefano Parisi.
Con le primarie degli iscritti del maggio 2017 si riconferma segretario del partito con 6 636 voti contro il suo unico avversario, Gianni Fava, che ne ottiene 1 388.

### Politiche 2018 ed elezione a senatore

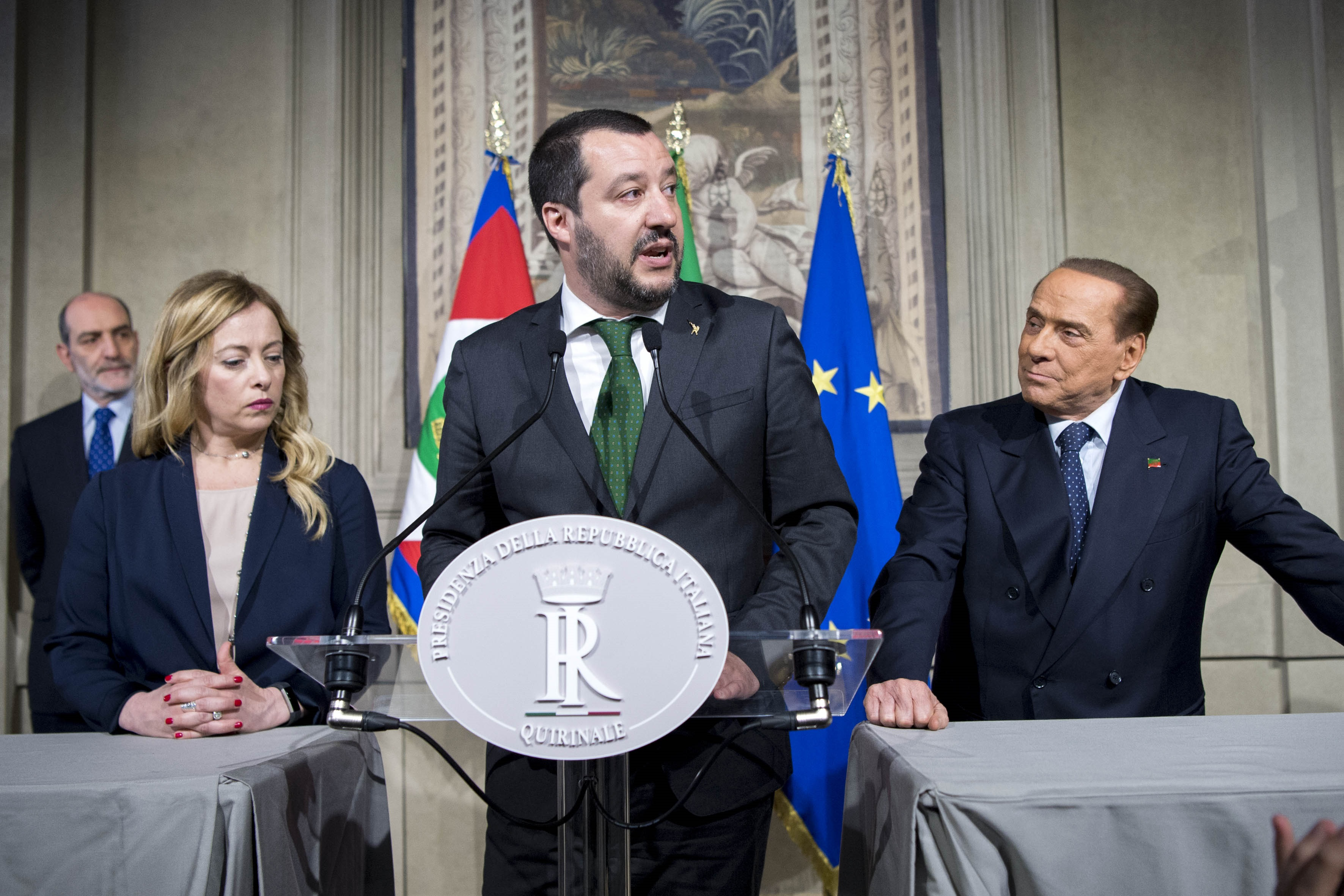
Salvini tra Giorgia Meloni e Silvio Berlusconi alle consultazioni al Quirinale, 12 aprile 2018

Il suo partito prende parte alle elezioni politiche del 2018, coalizzandosi con Forza Italia, Fratelli d'Italia e Noi con l'Italia - UDC, diventando il primo partito all'interno della coalizione di centro-destra.
Eletto senatore con il proporzionale in Calabria, ha rassegnato contemporaneamente le dimissioni da europarlamentare.

### Il governo Conte I

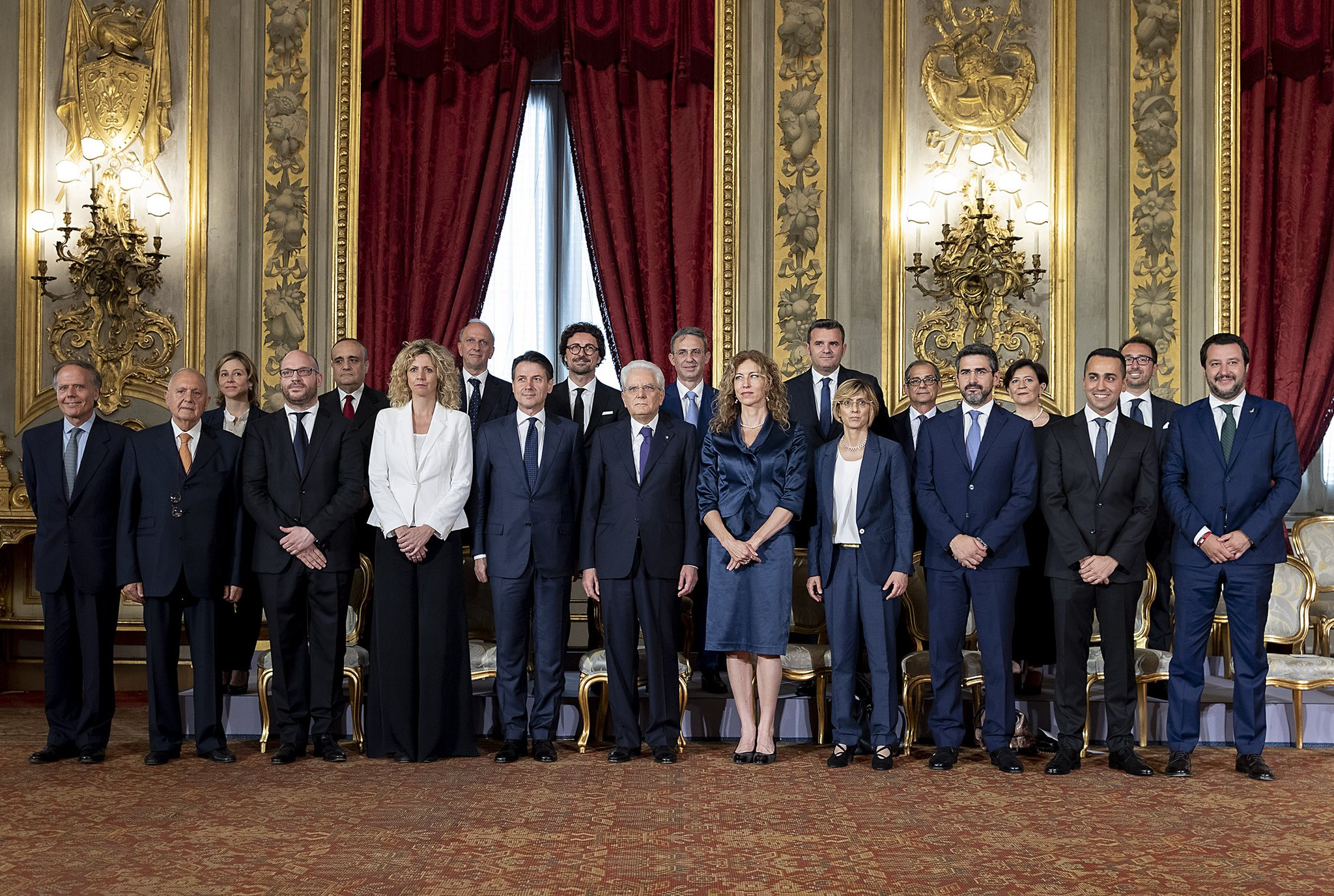
Matteo Salvini, primo a destra, nel giorno del giuramento del governo Conte I a Palazzo del Quirinale con Sergio Mattarella, il 1º giugno 2018

Il 1º giugno 2018 viene ufficialmente nominato Ministro dell'interno e Vicepresidente del Consiglio dei ministri del governo Conte I, un esecutivo nato con l'appoggio della Lega e del Movimento 5 Stelle.
Il 7 giugno, data l'assenza del premier Giuseppe Conte in partenza per il G7 del Canada, presiede il primo consiglio dei ministri del Governo Conte in qualità di Vicepresidente del Consiglio più anziano.
Il 9 giugno, rifiuta lo sbarco sulle coste italiane della nave da soccorso Aquarius, con a bordo 632 migranti salvati in mare, scatenando reazioni contrastanti provenienti da tutta Europa; in tal senso, il presidente francese Emmanuel Macron definisce il Governo italiano "irresponsabile". Il giorno seguente il premier spagnolo Pedro Sánchez si offre di accogliere in Spagna la nave, la quale sbarcherà nel porto di Valencia otto giorni più tardi. In seguito Salvini dichiara che dall'episodio dell'Aquarius in poi lo sbarco nei porti italiani di imbarcazioni trasportanti migranti sarà permesso soltanto alle navi della Marina Militare italiana.

Il 24 settembre 2018, il Consiglio dei ministri approva il cosiddetto "Decreto Sicurezza", contenente una serie di misure rigorose volte ad abolire la protezione per motivi umanitari ai migranti, oltre a renderne più facile l'espatrio. Il decreto inoltre prevede la sospensione del processo di richiesta di stato di rifugiato per coloro che sono considerati "socialmente pericolosi" o che sono stati condannati per determinati delitti.

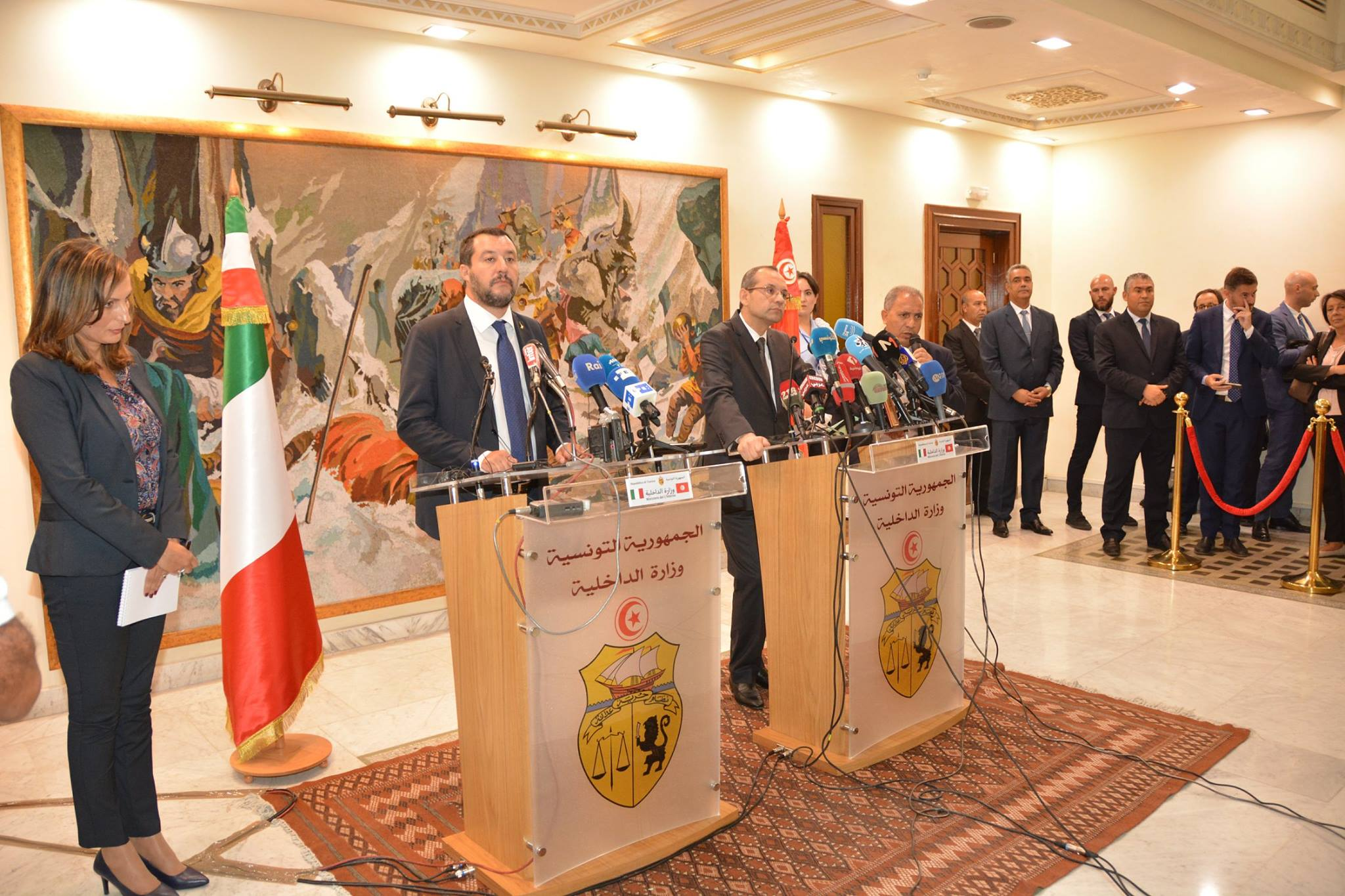
Il ministro Salvini con il suo omologo tunisino Hichem Fourati nel settembre 2018

Il 27 settembre si reca a Tunisi per incontrare il presidente Beji Caid Essebsi e il suo omologo ministro dell'interno Hichem Fourati.
Il 29 ottobre, dà le dimissioni da consigliere comunale di Milano.
Il 24 gennaio 2019 è indagato per sequestro di persona aggravato. Il tribunale dei ministri di Catania dispone la trasmissione degli atti al procuratore della Repubblica di Catania, affinché ne curi la trasmissione al presidente del Senato per la richiesta di autorizzazione a procedere. L'ipotesi di reato formulata nei confronti di Salvini è quella di sequestro di persona aggravato dall'abuso di potere, poiché, avendo bloccato la procedura di sbarco della nave Diciotti il precedente 20 agosto, avrebbe privato della libertà personale i 177 migranti a bordo della nave. Nell'aprile 2019 la rivista Time lo annovera tra le 100 persone più influenti del mondo, inserendolo nella classifica Time 100.
L'11 giugno, il Consiglio dei ministri approva il "Decreto Sicurezza bis" che prevede onerose multe per ONG che violano il divieto di accesso in acque territoriali, arresto obbligatorio in flagranza del comandante o dell'ufficiale della nave che commetta il delitto di resistenza o di violenza contro una nave da guerra (art. 1100 del codice della navigazione), il sequestro immediato e la successiva confisca della nave. 

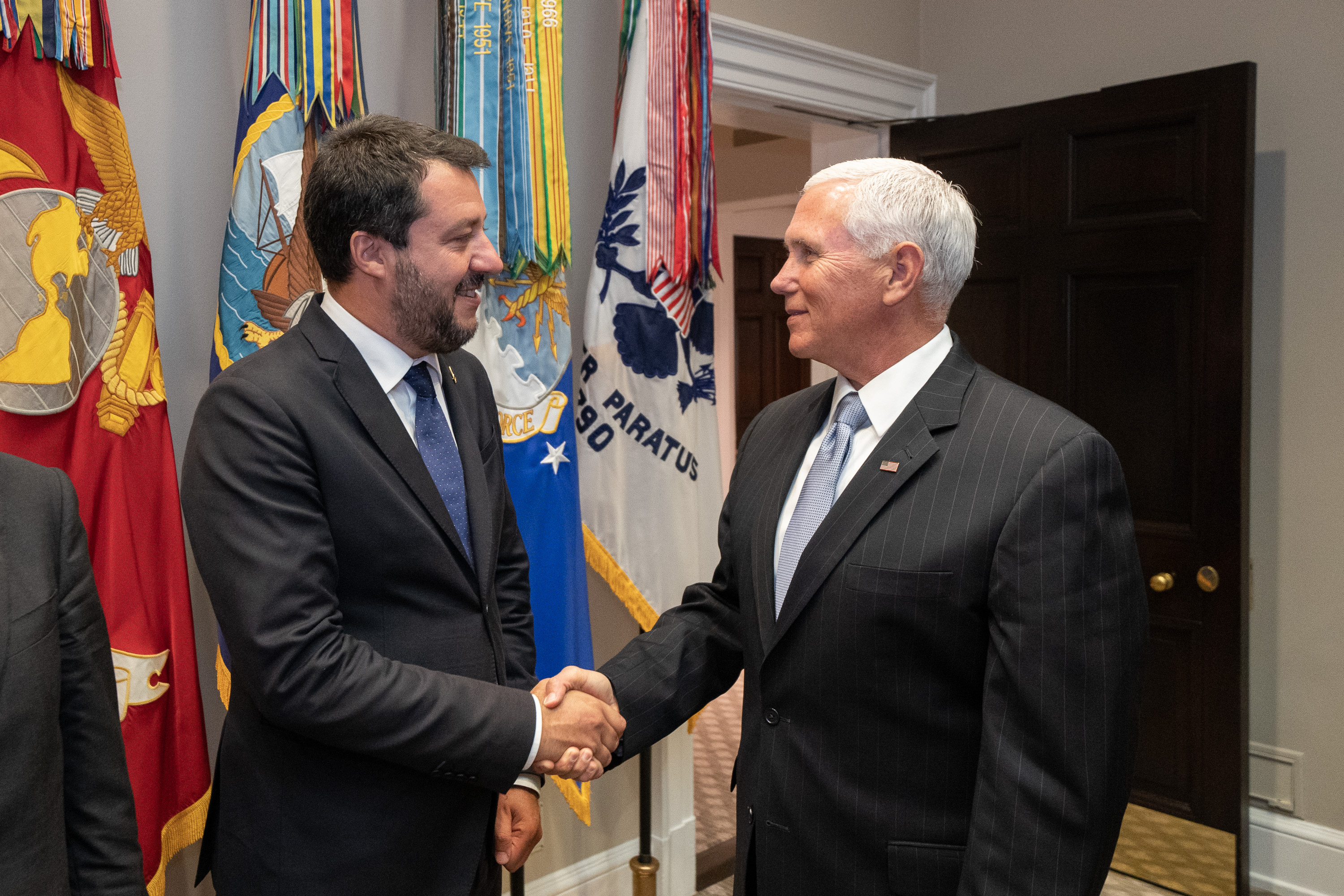
Salvini con l'ex Vicepresidente degli Stati Uniti Mike Pence

Il 17 e 18 giugno 2019 incontra a Washington il vicepresidente degli Stati Uniti Mike Pence e il segretario di Stato Mike Pompeo.

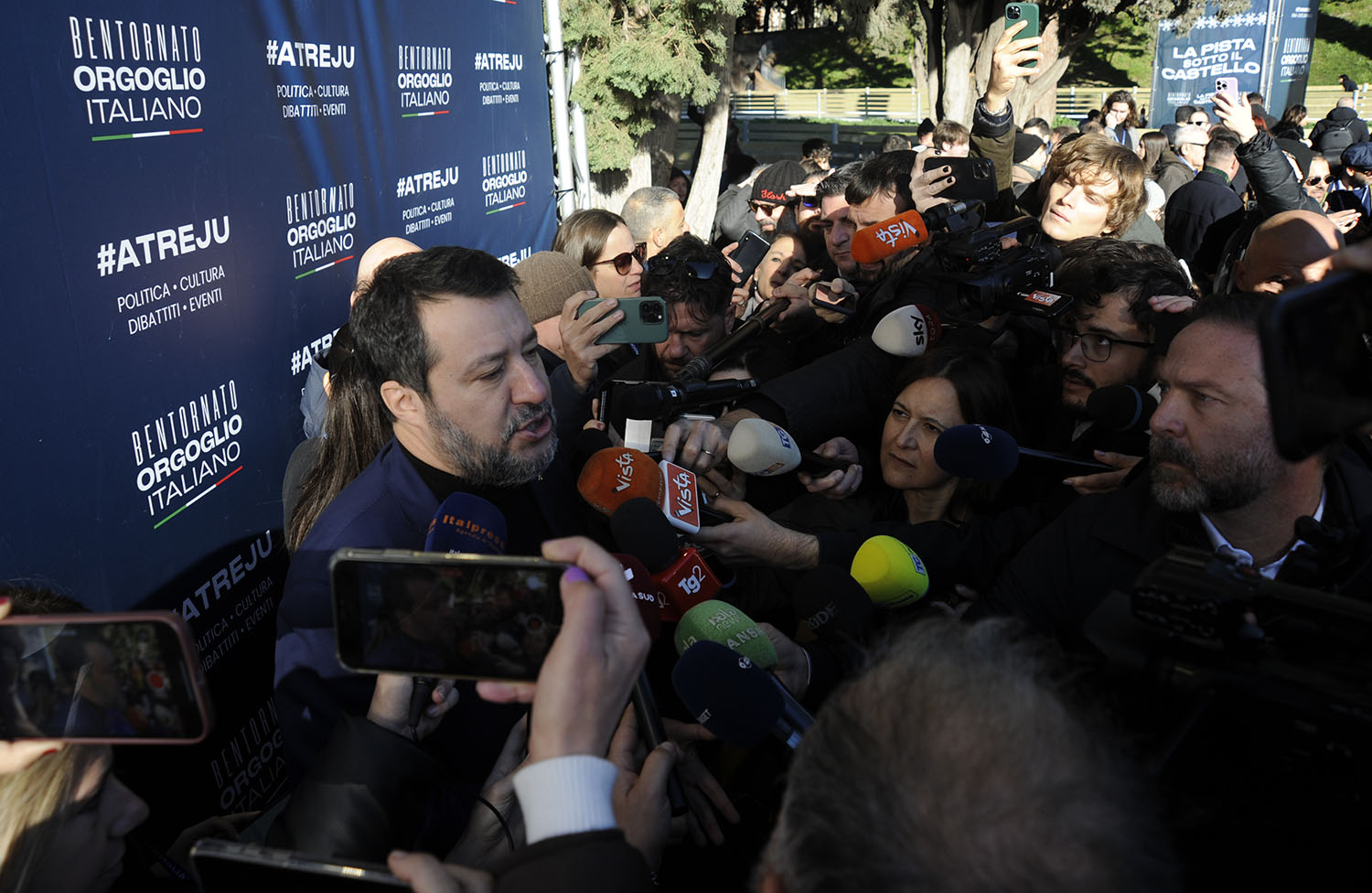
Salvini alla manifestazione Atreju 2023

Il 9 agosto 2019, dopo numerose tensioni all'interno della maggioranza, la Lega presenta una mozione di sfiducia nei confronti del Governo. Il 20 agosto, Conte si presenta nell'aula del Senato e, nel corso del dibattito, accusa Salvini di essere un opportunista politico e di aver aperto la crisi al solo scopo di rincorrere interessi personali e di partito. Lo stesso 20 agosto, la Lega ritira la mozione di sfiducia precedentemente presentata; a seguito del dibattito, nondimeno, Conte decide ugualmente di rassegnare le dimissioni. Resta in carica fino al 5 settembre 2019, giorno del giuramento del governo Conte II.
Il suo mandato da ministro si concluse con un deciso calo nel numero di sbarchi clandestini registrati, passati a 6.138 nel periodo gennaio-settembre 2019, rispetto ai 20.732 dello stesso periodo del 2018 (e ai 100.803 nel 2017). Allo stesso tempo rimase invece stabile il numero di rimpatri, mentre aumentò il numero di immigrati clandestini stimati nel paese, anche a causa di alcune delle misure dei Decreti sicurezza che rendevano più difficile l'ottenimento di permessi di protezione umanitaria.

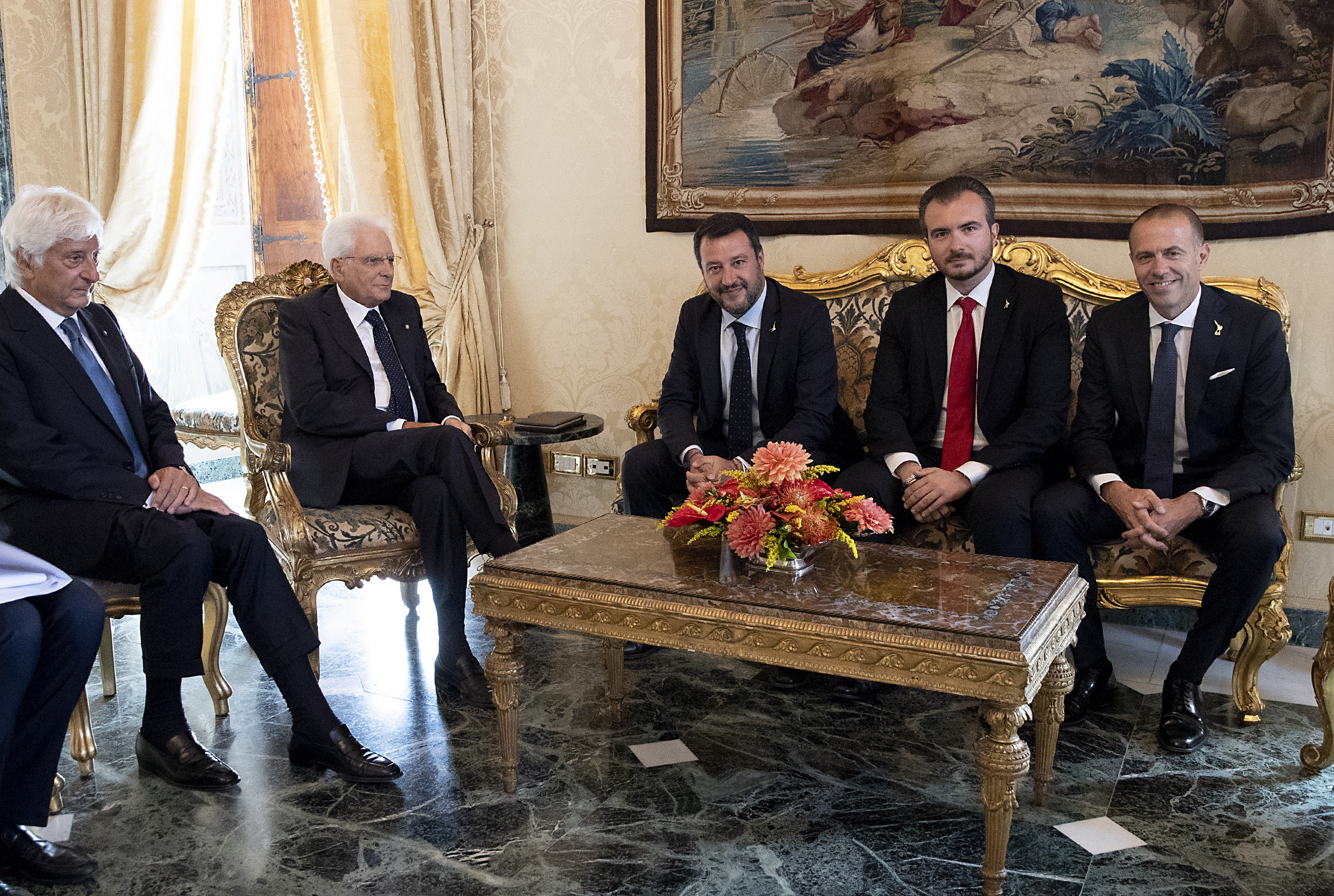
La delegazione della Lega alle consultazioni con il Presidente Mattarella in seguito alle dimissioni del Presidente del Consiglio Giuseppe Conte

### L'opposizione al governo Conte II
Con l'uscita della Lega dall'esecutivo, Salvini assieme all'alleata Giorgia Meloni guida l'opposizione al neocostituito esecutivo di coalizione tra Movimento Cinque Stelle e Partito Democratico.
Dopo l'inizio della pandemia di COVID che ha colpito l'Italia a partire dal febbraio del 2020, Salvini ha più volte criticato la gestione dell'emergenza da parte dell'esecutivo giallorosso, accusato dal leader della Lega di scarsa trasparenza nella comunicazione con i presidenti di regione e con l'opposizione e di una gestione eccessivamente centralista.

### Il governo Draghi
A seguito della crisi e della caduta del secondo governo Conte, Salvini ha manifestato il proprio appoggio al nascente governo Draghi, un governo di unità nazionale sostenuto da una maggioranza allargata a quasi tutti i partiti presenti in Parlamento, Lega inclusa.
Nel mese di luglio 2022, al voto di fiducia successivo alle dimissioni di Mario Draghi, la Lega insieme a Forza Italia e Movimento 5 Stelle si astiene, determinando la fine del Governo Draghi.

### Il governo Meloni
Il 22 ottobre 2022 Salvini presta giuramento presso il Palazzo del Quirinale come Ministro delle infrastrutture e dei trasporti, nonché vicepresidente del Consiglio, nel governo Meloni.

## Posizioni e idee politiche

### Immigrazione
Salvini si è fermamente opposto all'immigrazione irregolare in Italia e in Europa e ha pesantemente criticato la politica di accoglienza portata avanti dai governi di centro-sinistra. La sua visione politica è stata definita di estrema destra dai quotidiani britannici The Guardian e The Independent e dalla rivista Politico per via di alcune sue posizioni e proposte quali, ad esempio, la necessità di un censimento della comunità Rom in Italia e conseguente espulsione di tutti i nomadi presenti illegalmente sul territorio nazionale.

### Politica economica
Salvini viene considerato un euroscettico, avendo egli spesso espresso posizioni estremamente critiche nei confronti dell'Unione europea e specialmente dell'euro, che ha definito "un crimine contro l'umanità".
Sul piano delle proposte politiche in campo economico Salvini si è più volte espresso contro il libero mercato, definendolo un "caos totale", e a favore del protezionismo,. Nonostante ciò, è un convinto sostenitore di misure di stretta osservanza neoliberista come l'introduzione dell'aliquota unica o tassa piatta (flat tax), oltre a essere, in continuità con i precedenti leader leghisti, a favore del federalismo fiscale. Sotto la sua direzione, la Lega ha proceduto a sviluppare al suo interno due diverse correnti di pensiero economico, tra le cui diverse visioni la segreteria Salvini è oscillata: una, facente riferimento principalmente agli esponenti della vecchia guardia e al leader della Lega Lombarda Giancarlo Giorgetti, maggiormente focalizzata sulle misure tradizionalmente sostenute dal Carroccio in campo fiscale ed economico, di matrice liberale; l'altra, animata dagli economisti Alberto Bagnai, Claudio Borghi e Antonio Maria Rinaldi, gli esponenti più euroscettici all'interno del Carroccio eletti tra il 2018 e il 2019, rispettivamente, al Senato, alla Camera e al Parlamento europeo, di impronta keynesiana, favorevole all'abolizione delle regole sul pareggio di bilancio e all'utilizzo dei poteri di spesa pubblica dello Stato per creare investimenti e occupazione.

### Politiche sociali e diritti civili
Salvini si è dichiarato contrario alle unioni civili, definite «l'anticamera delle adozioni gay», oltre che al matrimonio omosessuale, all'adozione da parte di coppie gay e anche alle misure di prevenzione/contrasto dell'omo-transfobia. Si dichiara inoltre fortemente contrario anche alla legalizzazione delle droghe leggere (tra cui la cannabis light), all'eutanasia e allo ius soli (sia puro sia temperato sia “culturae”). Si dichiara invece favorevole alla legalizzazione della prostituzione e alla riapertura delle case di tolleranza.
Si dichiara contrario alla legge Mancino (legge che contrasta razzismo e nazifascismo) e al reato di tortura dell'ordinamento giuridico italiano, proponendone la sua abolizione.
In un'intervista del 1998 alla rivista Il Sole delle Alpi Salvini si dichiarava favorevole alla legalizzazione delle droghe leggere. Il 6 ottobre 2014, ospite a Coffee Break su La7, si dichiarava aperto a un dibattito sulla legalizzazione. Successivamente, tuttavia, si è schierato su posizioni fortemente contrarie alla liberalizzazione di qualsiasi tipo di droga.

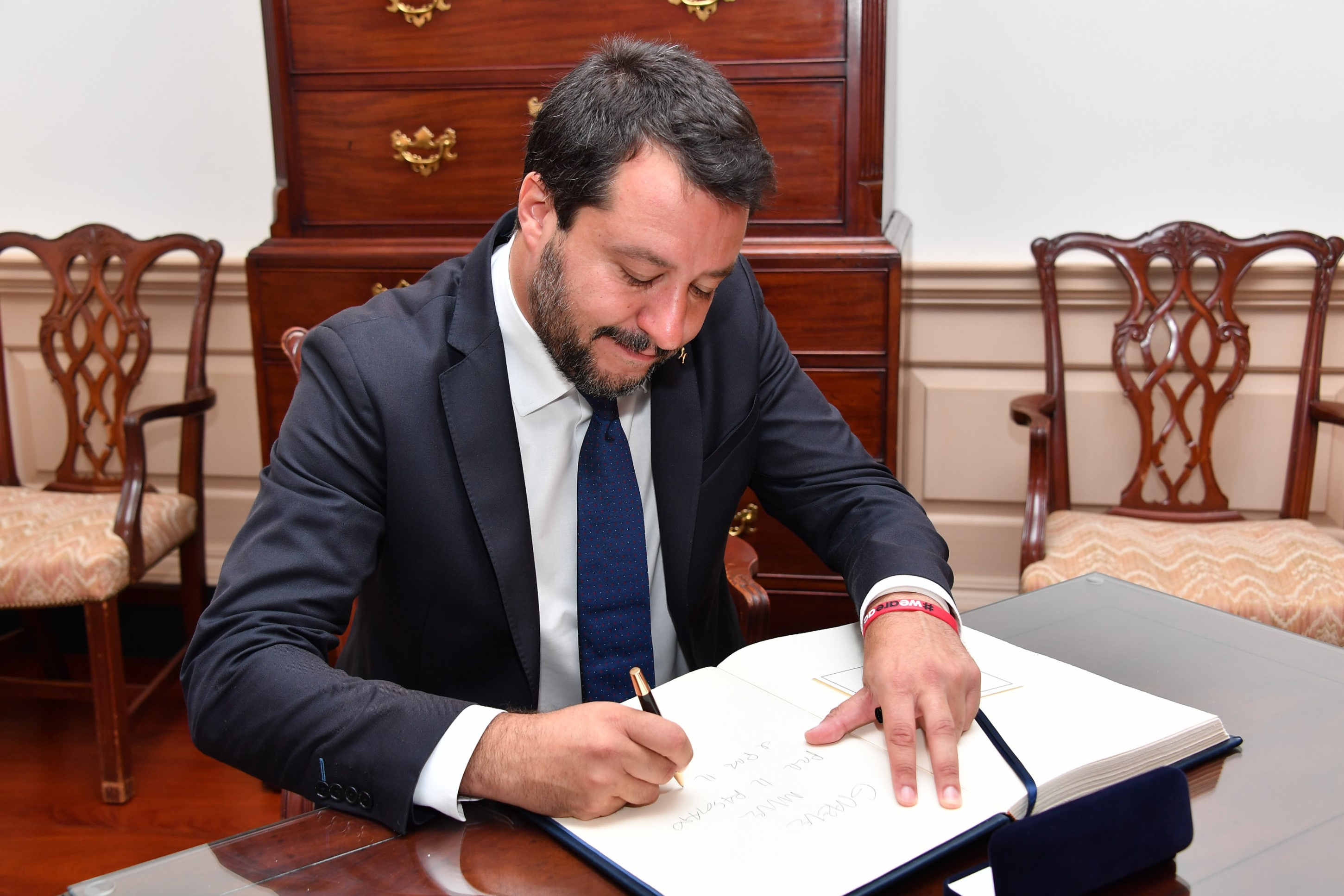
Salvini firma il libro degli ospiti del segretario di Stato USA Mike Pompeo, 17 giugno 2019

### Politica estera
In politica estera, Matteo Salvini si è schierato contro le sanzioni internazionali contro la Russia del 2014, ed è un convinto sostenitore della cooperazione economica con i Paesi dell'Europa orientale e dell'Estremo Oriente come la Corea del Nord. In quest'ultimo Paese Salvini si recò con un gruppo di parlamentari, guidato dal senatore abruzzese Antonio Razzi, nell'agosto 2014 e ha consegnato a Kim Yong-nam, presidente della Suprema Assemblea del Popolo, una lettera destinata al leader massimo, Kim Jong-un.
In seguito al caso dell'Enrica Lexie, Salvini propose l'espulsione dall'Italia dell'ambasciatore indiano e un blitz militare per estrarre e riportare in Italia i due fucilieri di marina del Reggimento "San Marco" detenuti in India.
Durante tutto il corso della sua segreteria, Salvini ha indicato in Israele un ulteriore punto di riferimento. Durante un viaggio del 2016 nello Stato ebraico il segretario leghista ha definito Israele un "modello" per le politiche adottate in termini di sicurezza e contrasto al terrorismo, ritenendo il Paese un punto di riferimento per l'Occidente in Medio Oriente. Inoltre, nel 2020 si è espresso a favore del riconoscimento internazionale di Gerusalemme come capitale del Paese. Salvini ha dichiarato che "chi odia Israele odia l'umanità".
Salvini ha inoltre espresso la sua simpatia e il suo sostegno nei confronti del candidato repubblicano alle elezioni presidenziali negli Stati Uniti d'America del 2016, Donald Trump, che ha incontrato nell'aprile 2016 a Filadelfia, prima che diventasse Presidente degli Stati Uniti. Molti osservatori internazionali e giornalisti hanno, tra l'altro, accomunato le posizioni politiche di Trump con quelle di Salvini.
Allineandosi alle politiche dell'amministrazione Trump Salvini, specie dopo l'ascesa della Lega a forza trainante nel centro-destra italiano, ha indicato nell'Iran e nella Cina degli avversari strategici, approvando le mosse degli USA nei confronti del primo Paese in occasione del raid di inizio 2020 in cui le forze speciali statunitensi hanno ucciso il comandante dei Pasdaran, generale Qasem Soleimani (da Salvini definito "uno degli uomini più pericolosi e spietati al mondo") e attaccando duramente la seconda per l'influenza ottenuta nell'economia italiana. 
Considerando, al pari dell'amministrazione Trump, la Cina un rivale strategico, tra il 2019 e il 2020 Salvini ha polemizzato con Pechino per quanto riguarda la presenza di Huawei nel 5G italiano, per le modalità di gestione delle proteste a Hong Kong e per le presunte reticenze nell'informare il mondo sulla diffusione della COVID-19. In precedenza, in ogni caso, durante l'esperienza di governo di coalizione con il Movimento Cinque Stelle la Lega aveva approvato la firma del memorandum di adesione dell'Italia alla "Nuova via della seta", il progetto geoeconomico di connettività infrastrutturale e commerciale a trazione cinese fortemente contestata dagli Stati Uniti, il cui principale negoziatore era stato il sottosegretario del Ministero dello Sviluppo Economico ed ex docente universitario nella Repubblica Popolare Michele Geraci, considerato molto vicino al Carroccio.
Nel settembre 2018, Salvini ha espresso il proprio supporto a The Movement, il raggruppamento europeo di sovranisti, antiglobalisti ed euroscettici fondato da Steve Bannon, il precedente responsabile della comunicazione di Trump.
Salvini è stato a lungo un sostenitore del leader russo Vladimir Putin, che ha più volte elogiato, e vedeva nella Russia un partner per l'Italia. Aveva infatti siglato un accordo fra la Lega Nord e Russia Unita (il partito del presidente russo) e, relativamente alle esercitazioni militari della NATO nei Paesi baltici aveva affermato nel 2018: "Io penso che oggi il nemico non sia la Russia ma l'estremismo islamico, il fanatismo, perciò schierare carri armati e uomini ai confini con la Russia mi sembra poco produttivo". A seguito dell'invasione russa dell'Ucraina del 2022, che ha condannato ha successivamente affermato di aver cambiato idea su Putin, perché «quando qualcuno inizia a invadere, bombardare, inviare carri armati in un altro paese, beh, tutto cambia».
Nel settembre 2018, Salvini appoggiò ufficialmente il candidato nazionalista e conservatore Jair Bolsonaro alle elezioni presidenziali del Brasile di quell'anno, poi effettivamente vinte dal candidato di destra di origini italiane.
Nel 2019 Salvini si è schierato a favore del riconoscimento di Juan Guaidó come legittimo presidente del Venezuela, definendo Nicolás Maduro "un dittatore".

## Procedimenti giudiziari

### Oltraggio a pubblico ufficiale
Nel 1999 viene denunciato e successivamente condannato a trenta giorni di reclusione con la condizionale per oltraggio a pubblico ufficiale, per un lancio di uova all'allora Presidente del Consiglio, Massimo D'Alema.

### Vilipendio delle istituzioni costituzionali
Il 28 luglio 2016 Salvini viene denunciato per vilipendio alle istituzioni costituzionali dal parlamentare di Sinistra Ecologia Libertà Franco Bordo, dopo che il leader della Lega, alla vista di una bambola gonfiabile alla festa della Lega di Soncino, in provincia di Cremona, aveva asserito che si trattasse della sosia della Presidente della Camera dei Deputati Laura Boldrini.

### Cori anti-napoletani e la condanna per razzismo
Salvini ha sollevato molte critiche per avere intonato un coro calcistico tipico della tifoseria milanista offensivo verso Napoli e i tifosi napoletani. Accadde alla festa di Pontida del 2009 dove venne ripreso in un video. A seguito delle conseguenti polemiche Salvini si scusò ufficialmente per l'accaduto sottolineando il fatto che si trattava di semplici cori da stadio, ma nonostante questo venne denunciato per diffamazione da due cittadini napoletani e condannato dal tribunale al pagamento di 5700 euro a titolo di risarcimento.

### Vilipendio alla magistratura
Il 14 febbraio 2016 Salvini insulta la magistratura italiana, definendola "una schifezza", in seguito al rinvio a giudizio dell'esponente leghista Edoardo Rixi, accusato di peculato e di falso per il processo sulle spese pazze dei consiglieri regionali della Liguria; Salvini viene così denunciato per il reato di vilipendio delle istituzioni. Il 16 luglio 2018 dopo quattro solleciti e trenta mesi il Procuratore di Torino Armando Spataro chiede al Ministro della Giustizia Alfonso Bonafede l'autorizzazione a procedere contro Salvini, che verrà concessa il 9 ottobre 2018.

Il 19 giugno 2019 sarebbe dovuto cominciare il processo. Tuttavia, il suo avvocato invoca per due volte il legittimo impedimento e l'udienza viene così rinviata, dapprima al 5 luglio per via di una colazione di lavoro con il Presidente della Repubblica Sergio Mattarella, e successivamente al 5 novembre, in ragione di un impegno istituzionale a Trieste. Nella prima udienza il legale di Salvini, chiede di riqualificare il fatto da vilipendio a diffamazione, ma il giudice respinge la richiesta. Il 10 dicembre l'avvocato chiede un nuovo rinvio per legittimo impedimento, ma il giudice lo respinge. La successiva udienza si è tenuta il 4 febbraio 2020, mentre quella del 2 marzo è slittata a causa dell'emergenza COVID-19. Dapprima prevista per il 20 aprile, è stata rinviata al 19 ottobre e poi ancora a gennaio 2021 per via della nuova emergenza COVID-19. La nuova richiesta di rinvio del procedimento per legittimo impedimento viene rifiutata dal Tribunale il 18 gennaio 2021 e Salvini viene riconvocato per la settimana successiva. L'udienza si tiene quindi il 25 gennaio 2021.
Il 22 marzo 2021 Salvini è stato assolto dal Tribunale di Torino per la particolare tenuità del fatto.

### Sequestro di persona

#### Diciotti
Il 7 settembre 2018 la Procura di Palermo indaga Salvini per sequestro di persona e abuso d'ufficio per non avere permesso lo sbarco dei migranti della nave Diciotti nei porti italiani durante l'estate del 2018. Il 1º novembre 2018 la Procura chiede l'archiviazione del caso.
Il 24 gennaio 2019 il Tribunale dei Ministri respinge la richiesta di archiviazione e chiede al Senato della Repubblica l'autorizzazione a procedere contro Salvini. In una lettera al Corriere della Sera del 29 gennaio 2019 Salvini dichiara di aver agito negli interessi del Paese e chiede al Senato di negare l'autorizzazione a procedere. Il 20 marzo 2019 il Senato della Repubblica nega l'autorizzazione a procedere in giudizio ai sensi dell'art. 96 della Costituzione con 237 voti favorevoli e 61 contrari.

#### Gregoretti
Il 31 luglio 2019, l'associazione ambientalista Legambiente presenta un esposto nella procura di Siracusa per la vicenda della nave militare Gregoretti, alla quale è stata negata l'autorizzazione a far sbarcare i 116 migranti presenti a bordo, non prima che gli altri Paesi europei si fossero presi l'impegno ad accoglierli.
La procura di Catania il 21 settembre 2019 ha chiesto l'archiviazione del caso. A inizio dicembre il Tribunale dei Ministri, che aveva a disposizione 90 giorni per decidere, chiese al Senato l'autorizzazione a procedere. Il 12 febbraio 2020, dopo che il 20 gennaio la Giunta per le immunità del Senato con i voti determinanti dei leghisti aveva bocciato la relazione tesa a respingere la richiesta di autorizzazione, l'Aula del Senato ha votato a favore della richiesta di autorizzazione a procedere secondo le forme ordinarie.
Il 14 maggio 2021 il GUP di Catania, Nunzio Sarpietro, proscioglie Salvini dall'accusa di sequestro di persona in merito alla vicenda Gregoretti, emettendo una sentenza di non luogo a procedere.

#### Open Arms
Il 20 agosto 2019 il procuratore di Agrigento, dopo un'ispezione a bordo della nave Open Arms da giorni ancorata fuori del porto di Lampedusa, avendo constatato una situazione di emergenza, dispone il sequestro preventivo d'urgenza della nave, l'attracco e l'evacuazione immediata dei migranti a bordo. Nel contempo vengono aperti tre fascicoli di indagine a carico di ignoti per favoreggiamento dell'immigrazione clandestina, per sequestro di persona e per abuso e omissione di atti di ufficio.
A fine novembre 2019 la procura di Palermo, ricevuti gli atti da quella di Agrigento, invia il fascicolo intestato a Matteo Salvini al Tribunale dei Ministri con l'indicazione di portare avanti l'indagine sull'operato dell'ex ministro dell'interno per le ipotesi di reato di sequestro di persona e di omissione di atti d'ufficio.
La Giunta per le immunità del Senato, ricevuta la richiesta del Tribunale dei Ministri di Palermo per l'autorizzazione a procedere, la respinge con voto del maggio 2020. In aula, però, il voto viene ribaltato e, nella seduta del 30 luglio 2020, la maggioranza dei senatori concede l'autorizzazione a procedere.
Il 17 aprile 2021 il giudice dell'udienza preliminare dispone il rinvio a giudizio per la vicenda, accogliendo la richiesta della Procura di Palermo e fissando la prima udienza del processo al 15 settembre.
Alla fine della lunga fase dibattimentale, il 14 settembre del 2024 il pubblico ministero nella sua requisitoria ha chiesto sei anni di reclusione per l'imputato. L’arringa della difesa è prevista per il 18 ottobre.
Il 20 dicembre 2024, Matteo Salvini è stato assolto in primo grado dalle accuse di sequestro di persona e di abuso d'ufficio.

### Violazione di copyright
Il 12 agosto 2019 il tribunale di Francoforte ha condannato Matteo Salvini per violazione di copyright, per aver utilizzato su Twitter, senza autorizzazione, una foto scattata da un giornalista tedesco a un componente della ONG Mission Lifeline. Salvini, che dovrà togliere la foto, rischia fino a 250000 € e sei mesi di reclusione.

### Diffamazione
A seguito della denuncia presentata da Carola Rackete, comandante della nave Sea-Watch 3, per alcune frasi rivoltele da Salvini nel giugno 2019, il leader della Lega è indagato per diffamazione, avendole dato della "criminale viziata e comunista spaccona".
Nel giugno 2022 il tribunale di Milano ha sospeso il processo e ha trasmesso gli atti al Senato affinché valuti se le dichiarazioni incriminate siano coperte dall'insindacabilità legata al suo ruolo di senatore.
Nel giugno 2023 l'Aula del Senato, con una votazione a maggioranza (82 sì, 60 no, 5 astenuti) ha accolto la relazione della Giunta delle immunità e stabilito che le opinioni espresse nell'estate 2019 dal senatore Salvini sono "insindacabili".

### Presunto uso illegittimo dei voli di Stato e archiviazione
Dopo aver disposto l'archiviazione la Procura regionale della Corte dei conti del Lazio ha trasmesso gli atti sui voli di Stato del segretario della Lega Matteo Salvini ai colleghi della sezione penale. Secondo i magistrati contabili il segretario della Lega ed ex Ministro dell'interno avrebbe usato i voli di Stato non solo per attività istituzionali, ma anche per attività di partito. L'indagine, stimolata da un'inchiesta giornalistica, è stata archiviata dalla Procura di Roma in quanto l'ex ministro non ha commesso nessun abuso né arrecato alcun danno erariale. Inoltre, la Corte dei conti ha sottolineato che i soldi spesi per i voli con i mezzi dello Stato non sono superiori a quelli che sarebbero stati necessari per effettuare il trasporto con aerei di linea privati.

## Critiche e controversie

### Da secessionista a nazionalista

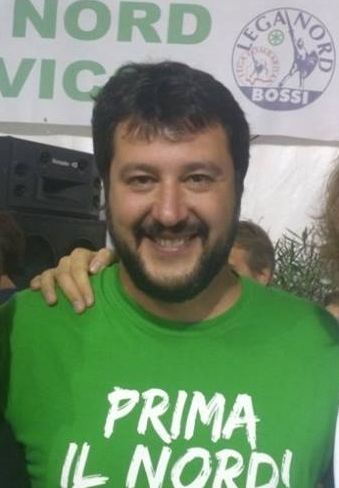
Salvini al raduno di Pontida nel 2013

Prima di trasformare la Lega Nord da un partito secessionista a uno nazionalista Salvini ha più volte espresso il suo distacco dalla bandiera italiana: «Il tricolore non mi rappresenta, non la sento come la mia bandiera, a casa mia ho solo la bandiera della Lombardia e quella di Milano» e «Il tricolore è solo la Nazionale di calcio, per cui non tifo» (2011). Tuttavia, in occasione dei Mondiali di calcio 2014, dichiara di tifare proprio per la Nazionale di calcio dell'Italia; ospite a La gabbia nel 2015, dopo aver citato la ricorrenza del centesimo anniversario dell'intervento dell'Italia nella prima guerra mondiale ha indossato al collo un foulard con il tricolore, sottolineando che «In questo momento non riconoscere che i problemi di disoccupazione e immigrazione sono problemi italiani, nazionali, a Milano, a Roma e a Taranto, è sciocchezza».

### Euro ed Europa
Nonostante Salvini sia molto critico nei confronti dell'Unione europea e dell'euro, in passato invece aveva più volte ribadito che apprezzava tale moneta specialmente nei riguardi del Nord Italia: «I meridionali? L'euro non se lo meritano, la Lombardia e il Nord l'euro se lo possono permettere. Io a Milano lo voglio, perché qui siamo in Europa. Il Sud invece è come la Grecia e ha bisogno di un'altra moneta» e «L'Unione così com'è non funziona per questo presentiamo un referendum consultivo, per arrivare ad un'Europa con un vero potere politico, dove l'euro è la moneta delle sole regioni che hanno i requisiti di bilancio per tenerla».
Il 19 dicembre 2013 Salvini, con una quarantina di amministratori locali della Lega, si è recato a Bruxelles per manifestare contro l'Unione europea davanti alla sede del Parlamento europeo. In quell'occasione ha dichiarato che «i sindaci della Lega Nord si stanno organizzando per mettere in atto azioni di disobbedienza civile alle regole assassine di Bruxelles e allo scellerato Patto di stabilità che ha messo in ginocchio i nostri Comuni». Altre volte Salvini aveva criticato duramente l'Unione Europea, definendola un «regime» o paragonandola all'Unione Sovietica e ai gulag.

### Teorie del complotto
Salvini ha sostenuto essere in atto un tentativo di sostituzione etnica della popolazione italiana nei quartieri di alcune città tramite l'immigrazione africana e asiatica verso l'Europa. Sugli organi di informazione alcuni commentatori hanno messo in relazione tale posizione con la teoria del complotto sul piano Kalergi.
Altre sue affermazioni fanno riferimento alla teoria del gender (credenza secondo cui gli studi di genere nasconderebbero un progetto predefinito mirante alla distruzione della famiglia e di una eventuale "legge morale naturale" su cui fondare la società, presunto progetto denunciato a metà degli anni 1990 dall'attivista cattolica dell'Opus Dei Dale O'Leary).

### Polemiche con il mondo cristiano
Le posizioni di Salvini sul cristianesimo sono state più volte criticate da esponenti del mondo cattolico, tra cui il quotidiano Avvenire, il settimanale Famiglia Cristiana e il bisettimanale La Civiltà Cattolica, che hanno accusato Salvini di strumentalizzare la religione per fini politici. Le posizioni di Salvini sono state però difese da altre pubblicazioni cattoliche, come i mensili Il Timone e Tempi.

### Medicina

#### Vaccini
Salvini si è dichiarato favorevole alle vaccinazioni, ma allo stesso tempo ha affermato che una decina di vaccini sono «un enorme rischio per un bambino». Tale presa di posizione, non avendo fondamento scientifico, ha suscitato diverse critiche, tra cui quella del medico del San Raffaele Roberto Burioni.

#### COVID-19
Dopo che nella primavera del 2020 l’Organizzazione mondiale della sanità ha bocciato l’idrossiclorochina per il trattamento dei pazienti affetti da COVID-19, e dopo che contestualmente l’Agenzia italiana del farmaco ne ha sospeso l’autorizzazione nel quadro di un acceso dibattito mondiale estesosi al di fuori del mondo scientifico, nell’autunno dello stesso anno Salvini ha continuato ad appoggiarne l’uso, sebbene studi più attuali la giudicassero un farmaco inefficace. Il politico ha avanzato il sospetto che vi fossero motivazioni economiche alla base di tale scelta, scontrandosi con esperti del settore medico-sanitario.
Sebbene la maggioranza degli scienziati ritenga improbabile l’origine artificiale del COVID-19 e propenda invece per un esordio naturale, nel contesto di una enigmatica e contrastata disputa politica e scientifica Salvini ha affermato in varie occasioni che il suddetto virus sarebbe stato prodotto in un laboratorio cinese a Wuhan.

### Posizioni a favore di Vladimir Putin
In varie occasioni Salvini ha mostrato il proprio sostegno per il presidente della Federazione Russa Vladimir Putin, incontrandolo a titolo personale nel 2014. Ha anche indossato pubblicamente una maglietta raffigurante il presidente russo a Mosca e nel Parlamento Europeo, dichiarando di preferirlo al Presidente della Repubblica Italiana Sergio Mattarella.
Inoltre, il politico italiano ha definito «legittima» la posizione russa sull'annessione della Crimea e si è detto favorevole a revocare le conseguenti sanzioni, giudicandole «dannose» per l'Unione europea e per l'economia italiana.
Recatosi l'8 marzo 2022 a Przemyśl, città polacca al confine con l'Ucraina, dopo aver riferito di voler seguire da più vicino il conflitto russo–ucraino e la derivante emergenza profughi, Salvini è stato contestato dal sindaco Wojciech Bakun per le sue posizioni a favore di Putin. L'episodio ha ricevuto eco internazionale sui media.

## Vita privata
Si è sposato nel 2003 con Fabrizia Ieluzzi, giornalista presso una radio privata, di origini pugliesi: da lei ha avuto un figlio, Federico, nato il 3 aprile dello stesso anno.
Dopo aver divorziato dalla moglie, Salvini ha convissuto con l'avvocata Giulia Martinelli, comasca, classe 1979, dalla quale ha avuto una figlia, Mirta, nata nel dicembre 2012.
All'inizio del 2015 la rivista Novella 2000 svela la storia tra Salvini e la conduttrice televisiva Elisa Isoardi, confermata in seguito da entrambi e che termina ufficialmente nel novembre 2018.
Dall'aprile 2019 Salvini è fidanzato ufficialmente con Francesca Verdini, figlia del politico Denis Verdini.

## Opere
- Matteo Salvini, Matteo Pandini e Rodolfo Sala, Secondo Matteo. Follia e coraggio per cambiare il Paese, Milano, Rizzoli, 2016, ISBN 88-17-08890-0.
- Matteo Salvini e Chiara Giannini, Io sono Matteo Salvini. Intervista allo specchio, prefazione di Maurizio Belpietro, Roma, Altaforte Edizioni, 2019, ISBN 978-88-320-7808-4.
- Matteo Salvini, Controvento. L'Italia che non si arrende, Milano, Piemme, 2024, ISBN 8856695014.